# Commission bancaire (France)
La Commission bancaire était un organe collégial chargé de contrôler les établissements de crédit et de sanctionner leurs manquements. Créée par la loi bancaire de 1984, elle remplace la Commission de Contrôle des Banques, établie par l'article 48 du décret du 13 juin 1941 de l’État français. En vertu de la loi de modernisation de l'économie de 2008 (art. 152), la Commission bancaire a été fusionnée avec l'Autorité de contrôle des assurances et des mutuelles (ACAM), le Comité des établissements de crédit et des entreprises d'investissement (CECEI) et le Comité des entreprises d'assurances pour former l'Autorité de contrôle prudentiel (ACP) en janvier 2010, avant de devenir l'Autorité de contrôle prudentiel et de résolution (ACPR) en juillet 2013.

## Statut

### Rôle
Présidée par le gouverneur de la Banque de France, son rôle est fixé par l'article L613-1 du Code monétaire et financier. Ainsi, la commission bancaire :
- est chargée de contrôler le respect par les établissements de crédit des dispositions législatives et réglementaires qui leur sont applicables et de sanctionner les manquements constatés
- examine les conditions de leur exploitation et veille à la qualité de leur situation financière.
- veille au respect des règles de bonne conduite de la profession.
- propose et demande la mise en œuvre du fonds de garantie des dépôts dans les conditions prévues par les articles L312-5[2] et L613-34[3].

D'après l'article L613-2 du même code :
- elle veille au respect des dispositions législatives et réglementaires prévues par le présent code ou qui prévoient expressément son contrôle par les prestataires de services d'investissement autres que les sociétés de gestion de portefeuille, par les membres des marchés réglementés ainsi que par les adhérents aux chambres de compensation et par les personnes habilitées à exercer les activités de conservation ou d'administration d'instruments financiers. Elle sanctionne les manquements constatés dans les conditions prévues à l'article L613-21[5].
- elle examine les conditions de leur exploitation et veille à la qualité de leur situation financière.
- ce contrôle s'exerce sous réserve de la compétence de l'Autorité des marchés financiers en matière de contrôle des règles de bonne conduite.

### Le contrôle des banques
En tant que service de l'État, la Commission Bancaire contrôle les banques. Les éventuelles contestations se feront par recours pour excès de pouvoir devant la juridiction administrative.

### Le pouvoir de sanction
En tant que juridiction administrative spéciale, la Commission Bancaire peut sanctionner les banques. Les éventuelles contestations de ses décisions seront des recours en cassation devant le Conseil d'État.

## Organisation
La Commission Bancaire se compose d'un collège, qui se réunit une à deux fois par mois et d'un secrétariat général qui réalise les contrôles et prépare les réunions du collège.

### Composition du collège
Le collège se compose de sept membres :
- le gouverneur de la Banque de France (ou son représentant) qui préside la Commission bancaire
- le directeur du Trésor (ou son représentant)
- le président de l'ACAM (ou son représentant)
- un conseiller d'État
- un conseiller à la Cour de cassation
- deux membres reconnus pour leur connaissance du secteur financier

### L'organisation du secrétariat général
Les moyens du secrétariat général de la Commission bancaire (SGCB) sont mis à disposition par la Banque de France. Le SGCB est en fait une direction générale de la Banque de France. Le personnel affecté au SGCB réalise les contrôles permanents et sur place des banques. Il prépare également les directives et décisions du collège.
Liste des secrétaires généraux de la Commission bancaire :
- Jean-Louis Butsch : 1984[6]-1996
- Jean-Louis Fort : 1996[7]-2003
- Danièle Nouy : 2003[8]-2010

## Évolutions postérieures de la supervision prudentielle en France
Le rapport Deletré, remis en janvier 2009 à la ministre de l'Économie et des Finances, prône la fusion de la Commission Bancaire avec l'ACAM en une Autorité de contrôle prudentiel (ACP) du secteur financier, qui reprendrait aussi les fonctions des autorités d'agrément assurées aujourd'hui par le CECEI pour les banques et par le CEA pour les assurances et mutuelles.
Cette nouvelle autorité, formerait avec l'AMF les deux piliers du modèle « twin peaks » de supervision financière, l'AMF étant chargée de la supervision des marchés alors que l'ACP se chargerait des acteurs.

### Articles liés
- Comité consultatif de la législation et de la réglementation financières